# Ahras
Ahras (arab. احرص) – miejscowość w Syrii, w muhafazie Aleppo. W 2004 roku liczyła 2851 mieszkańców.